# 國民革命軍第十七軍
国民革命军第十七军，為中華民國國民革命軍使用之部隊編號，主要為收編地方軍閥之部隊使用，僅有少量時間為中央軍部隊運用，至民國三十七年（1948）解編。

## 沿革
1926年10月8日，國民革命軍第十七軍成立，原屬福建省都督陸軍第三師李鳳翔部（閩軍）的旅長曹萬順、杜起云在國民革命軍北伐時在廣東省蕉嶺縣通電易幟國民革命軍。蔣介石將其與陳炯明、林虎等救粵軍投降的官兵殘部合編為國民革命軍第十七軍，軍長何應欽（曹萬順代）；第一師師長，曹萬順兼，後改余仲麟；第二師師長，杜起雲。該軍易幟後配合東路軍破壞五省聯軍佈署，使國民革命軍贏得松口戰鬥勝利。

## 福建系時代（1926—1928）
1926年12月，北伐東路軍在福州戰役中擊敗福建督軍周蔭人，收編其直轄核心武力，陸軍第十二師下轄之二十三旅（旅長李春生），改組為十七軍第三師，師長王成芳，原旅長李春生任副軍長。1927年1月，十七軍編入東路軍第四縱隊。2月，因第十七軍第三師陰謀叛亂，何應欽命第二縱隊司令馮軼裴解除李部武裝，李被擒獲法辦，第3師解編。1927年7月，第十七軍回調江南途中，收編西北軍陳以焱部為第三師，師長李德銘。
1927年11月，第二師師長杜起雲升任副軍長，由鄧振銓繼任師長並兼任軍參謀長。1928年3月，杜起雲、鄧振銓他調，李明揚任副軍長兼第二師師長，林蔚任軍參謀長。此時，所轄第一、第二、第三師，改番號為國民革命軍第53、第54、第55師。1928年6月，十七軍改編為國民革命軍第11師，十七軍番號第1次撤銷。
新桂系的十七軍
1926年春，國民革命軍第四集團軍3個獨立團師合編組成桂系第國民革命軍十七軍，軍長周斕，下轄：第一師，師長王錫燾；第二師，師長羅霖；第三師，師長魏鎮藩。1928年5月，第三師由李品仙指揮，進軍至冀東地區。第一師駐湖北黃陂，第二師駐湖北孝感。年底，第三師縮編為第五十一師一旅。1929年春，第二師縮編為第二師一旅，第一師縮編為第十一師一旅。第十七軍番號第2次撤銷。

## 直魯聯軍時代（1930—1931）
1927年，張宗昌直魯聯軍劉珍年部被國民革命軍收編，在後續編遣中，該部隊被縮編為國民革命軍第21師，劉珍年擔任師長。1930年5月中原大戰期間，21師擴編為國民革命軍第十七軍，劉珍年兼任軍長，但該軍無其它部隊。成軍後編入討逆軍第一軍團。1931年1月，因韓復榘未戰先逃，第十七軍番號第3次撤銷。

## 西北軍時代（1931）
1931年6月，对中国工农红军第二次江西剿共戰爭中，由西北軍構成的第二十六路軍麾下的國民革命軍第25師與國民革命軍第27師合編組成第十七軍，軍長高樹勛。在該戰役中，由於作戰屢屢受到挫折，在二十六路軍指揮官孫連仲因病暫離部隊，且軍長高樹勛有事不在期間，1931年12月14日二十六路軍參謀長同時為中國共產黨黨員的趙博生發動寧都起義，十七軍共有1.7萬人投降改編入中國工農紅軍第五軍團。
因此事件，十七軍實力大減，在1932年8月的一系列戰役中，十七軍在樂安宜黃戰役遭到中國工農紅軍重創，高樹勛棄城逃跑，25師遭到重創。同年10月，國民政府宣布撤高樹勛該軍軍長職並發布通緝，軍番號第4次撤銷。

## 中央軍時代（1933—1935）
1933年2月，以國民革命軍第83師（師長劉戡）、國民革命軍第2師（師長黃杰）、國民革命軍第25師（師長關麟徵）、國民革命軍騎兵第一旅、砲兵第四團合編重建為第十七軍，軍長徐庭瑤，投入長城抗戰。
1933年3月11日，25師師長關麟徵負傷，杜聿明代理師長。長城抗戰結束後駐北平。1935年5月，軍長徐庭瑤轉調職，各部隊歸建，軍編制撤銷。

## 中央軍時代（1937—1948）
1937年8月，以國民革命軍第21師（師長李仙洲）和國民革命軍第84師（高桂滋）合編為第十七軍，軍長由84師師長高桂滋兼任。21師為中央軍系統，84師則為陝西國民軍系部隊，為最早期呼應國民政府的地方部隊之一，部隊的政治光譜上雖然沒有長城戰役時的十七軍如此顯著，但仍可視為標準中央軍系部隊。
1938年，李仙洲忻口戰役戰功，升任國民革命軍第九十二軍中將軍長兼第21師師長。第21師撥出第十七軍。
1940年，編入國民革命軍新編第2師（師長金憲章）。
民國三十年（1941），高建白接替高桂滋成為84師師長，十七軍仍維持新2師與84師之編制。

1942年，高桂滋向卫立煌请求调同乡好友高增级到该军任副军长兼新编第二师中将师长。新二师在晋南垣曲、横岭关一带守御，日军大举进攻中条山战役，该军损失惨重，军长高桂滋失踪数日，高增级身负弹伤二处。1943年冬，该军西移到陇东转为对付包围陕甘宁边区，新二师驻防镇原、庆阳、合水、宁县一带。1943年，任事勳接任第八十四師師長。1945年，別光漢接任第八十四師師長。
第十七軍先後隸屬國民革命軍第七集團軍、國民革命軍第十四集團軍、國民革命軍第五集團軍、國民革命軍三十六集團軍、第二戰區、第一戰區、第八戰區。參加過平型關戰役、忻口戰役、1939年冬季攻勢、中條山戰役會戰等。
國共內戰時期
1946年初，第十七軍軍長高桂滋转任第八战区副司令官，國民革命軍六十七軍军长何文鼎接任十七军军长职务，駐防甘肅定西，隸屬西北行營。5月，十七軍撤銷番號，縮編為整編第十七師，駐防陝西洛南，隸屬整編第二十九軍（原第三十七集團軍）。何文鼎任整編第十七師師長，副师长梁文铁、参谋长宋质坚，下轄整編第十二旅，旅長陳子乾；整編第四十八旅，旅長何奇；整編第八十四旅，旅長任子勳。
1947年初，整編第四十八旅，旅長改為康莊；整編第八十四旅，旅長改為張淇。
1947年10月10日胡宗南放弃延安以北地区，何文鼎率整17师(欠整84旅)接替整27师，从甘泉县进驻延安，兼任延安警备司令。担任延安至甘谷驿的守备任务，维护延安到洛川间咸榆公路交通线的安全。1947年12月下旬西安绥署延安前进指挥所撤销，驻金盆湾的整27师南调，延安成为孤城。1948年4月21日从延安撤退关中。
1948年10月，恢復第十七軍番號。軍長康莊；整編第十二旅恢復國民革命軍第12師番號，師長陳子乾（後李繼唐）；整編第四十八旅恢復國民革命軍第48師番號，師長康莊兼（後由萬又麟、梁鐘）。1949年11月，第十七軍在西南戰役中，和中國人民解放军达成停战协定，作战部队遣散。第十七軍番號第6次撤銷。

## 历任军长
1. 何应钦1926.10.08--1928.06(曹万顺代)
2. 周斓1926--1929
3. 刘珍年1927--1931.01
4. 高树勋1931.06--1932.10
5. 徐庭瑶1933.02--1935.05
6. 高桂滋1937.08.07--1946.5
7. 康庄1948.10--1948.12
8. 杨德亮回族1948.12--1949.5
9. 周文韬1949.5--1949.12.29